# 邵林 (1968年)
邵林（1968年2月—），女，汉族，中华人民共和国政治人物。现任辽宁省政协副主席，中共辽宁省纪委副书记、辽宁省监察委员会副主任。